# Ле-Сок (тауншип, Миннесота)
Ле-Сок (англ. Le Sauk) — тауншип в округе Стернс, Миннесота, США. На 2000 год его население составило 1880 человек.

## География
По данным Бюро переписи населения США площадь тауншипа составляет 37,4 км², из которых 36,4 км² занимает суша, а 1,0 км² — вода (2,70 %).

## Демография
По данным переписи населения 2000 года здесь находились 1880 человек, 639 домохозяйств и 531 семья.  Плотность населения —  51,6 чел./км².  На территории тауншипа расположено 643 постройки со средней плотностью 17,6 построек на один квадратный километр. Расовый состав населения: 97,50 % белых, 0,74 % афроамериканцев, 0,05 % коренных американцев, 1,06 % азиатов, 0,05 % c Тихоокеанских островов, 0,05 % — других рас США и 0,53 % приходится на две или более других рас. Испанцы или латиноамериканцы любой расы составляли 0,64 % от популяции тауншипа.
Из 639 домохозяйств в 44,3 % воспитывались дети до 18 лет, в 75,9 % проживали супружеские пары, в 4,2 % проживали незамужние женщины и в 16,9 % домохозяйств проживали несемейные люди. 13,9 % домохозяйств состояли из одного человека, при том 5,6 % из — одиноких пожилых людей старше 65 лет. Средний размер домохозяйства — 2,94, а семьи — 3,25 человека.
30,1 % населения — младше 18 лет, 6,9 % — в возрасте от 18 до 24 лет, 29,5 % — от 25 до 44, 24,3 % — от 45 до 64, и 9,1 % — старше 65 лет. Средний возраст — 37 лет. На каждые 100 женщин приходилось 103,0 мужчин.  На каждые 100 женщин старше 18 приходилось 105,6 мужчин.
Средний годовой доход домохозяйства составлял 60 750 долларов, а средний годовой доход семьи —  63 125 долларов. Средний доход мужчин —  38 980  долларов, в то время как у женщин — 24 877. Доход на душу населения составил 26 510 долларов. За чертой бедности не находилась ни одна семья и 0,9 % всего населения тауншипа.